# Оселок (Московская область)
Осе́лок — деревня в Ногинском районе Московской области России, входит в состав сельского поселения Аксёно-Бутырское.

## Население
| 2002 | 2006 | 2010 |
| ---- | ---- | ---- |
| 29   | ↘24  | ↗35  |

## География
Деревня Оселок расположена на востоке Московской области, в центральной части Ногинского района, примерно в 34 км к востоку от Московской кольцевой автодороги и 4,5 км к западу от центра города Ногинска, по левому берегу реки Клязьмы.
В 7,5 км к западу от деревни проходит Монинское шоссе Р109, в 2 км к югу — Горьковское шоссе М7, в 14 км к северо-западу — Щёлковское шоссе А103, в 4 км к востоку — Московское малое кольцо А107. Ближайшие населённые пункты — деревни Берёзовый Мостик и Пешково.
Связана автобусным сообщением с городом Ногинском и рабочим посёлком Монино.

## Название
Название деревни происходит от народного географического термина, производного от основы село, образующей 30 общих и региональных терминов, ряд из которых восстанавливается на основе ойконимов. В их числе — оселок (для сравнения — выселок, посёлок) и оселье.

## История
- деревня Аксёно-Бутырского сельского округа Ногинского района Московской области (1994—2006),
- деревня сельского поселения Аксёно-Бутырское Ногинского муниципального района Московской области (2006 — н. в.)[7][8].